# Pierre-Charles Le Sueur
Pour les articles homonymes, voir Lesueur.
Pierre-Charles Le Sueur (1657-1704) est un explorateur, trappeur et négociant français de la Nouvelle-France.

## Biographie
Pierre-Charles Le Sueur est né en Artois en 1657. Après des études liturgiques, il s'embarqua pour le Canada envoyé en mission par les Jésuites. Il arriva à Sault-Sainte-Marie que les missionnaires jésuites baptisèrent ainsi en lieu et place de « Sault de Gaston ».
Attiré par les grands espaces et le commerce de la fourrure, Pierre-Charles Le Sueur partit à l'aventure comme coureur des bois et trappeur dans la région du Pays-d'en-Haut autour des Grands Lacs.
Vers 1683, il explora la partie supérieure du fleuve Mississippi et arpenta le Missouri. Il troqua avec les Amérindiens Dakotas, les Sioux, et les Ojibwés de la tribu des Chippewa.
Il reçut quelques échantillons d'une argile bleuâtre. Il s'en retourna en France pour faire analyser cette pierre. Un chimiste, L'Huillier, constata qu'il s'agissait de minerai de cuivre. Le Sueur retourna en Nouvelle-France, avec le chimiste L'Huillier, en vue de faire commerce de ce minerai.
En 1689, il reçut l'autorisation royale d'ouvrir une mine. Il continua en parallèle le commerce de la fourrure. Il succéda à Daniel Greysolon, sieur du Lhut dans ce commerce.
En 1693, le gouverneur de la Nouvelle-France, Louis de Buade de Frontenac, chargea Pierre-Charles Le Sueur de fonder un comptoir près des Grands Lacs. Le Sueur choisit l'emplacement d'un cap donnant sur les Grands Lacs qu'il nommera La Pointe. En 1695, il reçoit l'ordre de construire un autre fort le long du lac Pépin près des postes de traite fortifiés, le fort Saint-Antoine et le fort Perrot.
Vers 1698, il repart en France pour obtenir le droit d'avoir le monopole du commerce de la fourrure et du cuivre autour des Grands Lacs. Le Sueur parvient à obtenir cette autorisation mais on lui demande de retourner en Amérique par la Louisiane française et non par Québec. Le 7 décembre 1699 il débarque à Biloxi où son beau-frère, Pierre Le Moyne, sieur d'Iberville et d'Ardillières, a fondé la colonie de Biloxi. Il remonte le fleuve Mississippi jusqu'aux chutes de Saint-Antoine découvertes quelques années auparavant par Louis Hennepin. En 1700, il remonte la rivière Minnesota et, avec ses compagnons de voyage, dont le chimiste L'Huillier, fondent le Fort L'Huillier sur la rivière Verte ou rivière Bleue devenue la rivière Blue Earth, en raison de la couleur du minerai. Le Sueur découvre également du minerai de plomb.
En 1701, Le Sueur laissa une garnison d'hommes au fort L'Huillier sous le commandement de Eraque, un de ses compagnons. Il part pour La Nouvelle-Orléans faire analyser ces pierres qu'il croit être du minerai de cuivre, mais les analyses plus approfondies, révèlent que ce n'est point du cuivre et donc sans valeur.
Deux ans plus tard, le fort L'Huillier est attaqué par la tribu amérindienne des Renards. Le fort sera abandonné en 1703.
En 1704, Le Sueur s'en retourne en France pour obtenir d'autres autorisations royales, mais lors de son retour vers la Louisiane française, il meurt de la fièvre jaune.